# 월평동 (대전)
월평동(月坪洞)은 대전광역시 서구의 동이다. 문화유적으로는 대전 둔산 선사유적지(대전기념물 28호)가 있다.

## 명칭 유래
유성구쪽에서 보면 반달형의 지형으로 되어 있기 때문에 붙여졌다.

## 역사
- 백제: 노사지현
- 신라: 비풍군의 영현
- 조선 말기: 공주시 천내면
- 고종 32년: 회덕군 천내면
- 1914년: 대전군 유천면
- 1963년: 대전시 월평동
- 1977년: 대전시 중구 월평동
- 1989년: 대전직할시 서구 갈마동에 편입
- 1993년: 대전광역시 서구 월평동으로 행정동으로 승격
- 1994년: 월평동을 1,2동으로 분동
- 1998년: 월평2동을 2, 3동으로 분동, 2동일부 만년동으로 분동
- 원래 육군 32사단 등 군시설과 논밭으로 이루어진 허허벌판이었으나 1963년 대전시에 편입되고 1980년대말 둔산신도시 개발로 군부대가 철수하고 본격적으로 개발되었다. 특히 1993년 엑스포가 개최되면서 월평동과 둔산동경계에 대덕대로가 개통되고 배후지로 대단위 아파트 단지가 조성되면서 대전 최대 인구밀집지대로 발전하였고 1993년 행정동으로 독립하였다. 1994년에는 1,2동으로 분동하였다 인구는 더욱늘어나 1998년 1동을 1, 3, 만년동으로 분동하였다.

## 구조
월평1동은 월평 3개 행정동 중에 면적이 제일 넓으며 남부 도솔산을 경계로 정림동과 도마동과 경계를 이루고 있다. 시가지는 한밭대로 남부에서 계룡로 북부 사이에 위치하고 있으며 주로 아파트보다는 빌라나 다세대 주택이 들어서 있으며 대체적으로는 쾌적하며 월평역 일대에는 이마트 트레이더스 월평점과 경륜장 등이 위치해 있어 유흥가와 상업시설이 발달되어 있다. 계룡로 남부에는 작은 마을과 중고차시장과 대전교통공사가 위치하고 있으며 산지 중턱에는 월평정수장이 위치하고 있어 대전광역시 일대에 수돗물을 공급한다. 월평2 ,3동은 한밭대로 북부에 위치해 있으며 대단위 아파트 단지가 위치해 있다. 특히 월평2동 일대에 대전광역시선거관리위, 대전지방국가보훈처, 통계개발원과 통계교육원 등 행정기관들이 입주해 있으며 또한 정부대전청사 서문 일대에는 유흥가와 상업시설과 영화관이 위치해 있다. 또한 둔산신도시 개발 당시 발견되었던 대전선사유적지가 있다.

## 교통
- ● 대전 도시철도 1호선 월평역

## 교육
- 대전갑천초등학교
- 대전월평초등학교
- 대전성룡초등학교
- 대전성천초등학교
- 대전갑천중학교
- 대전남선중학교
- 대전월평중학교
- 서대전고등학교

## 아파트
| 단지명   | 건설사                                                             | 시행사                                                             | 주소             | 입주        | 비고 |
| -------- | ------------------------------------------------------------------ | ------------------------------------------------------------------ | ---------------- | ----------- | ---- |
| 무지개   | 계룡건설산업                                                       | 계룡건설산업                                                       | 서구 청사서로 11 | 1994년 11월 |      |
| 누리     | 대우㈜ 건설부문 삼부토건 ㈜삼익 선경건설                           | 대우㈜ 건설부문 삼부토건 ㈜삼익 선경건설                           | 서구 청사로 70   | 1994년 10월 |      |
| 황실타운 | ㈜경성주택 삼정종합건설㈜ 유성건설산업㈜ 신호종합개발㈜ 영진개발㈜ | ㈜경성주택 삼정종합건설㈜ 유성건설산업㈜ 신호종합개발㈜ 영진개발㈜ | 서구 청사로 65   | 1994년 2월  |      |
| 진달래   | 삼환까뮤㈜ 범양건영                                                | 삼환까뮤㈜ 범양건영                                                | 서구 월평동로 45 | 1995년 4월  |      |
| 전원     | ㈜경성주택                                                         | ㈜경성주택                                                         | 서구 월평중로 50 | 1994년 7월  |      |
| 한아름   | ㈜경성주택 ㈜서우주택건영 ㈜임광건설                               | ㈜경성주택 ㈜서우주택건영 ㈜임광건설                               | 서구 청사서로 65 | 1994년 10월 |      |
| 백합     | 서우주택건설㈜ 경원건설㈜ ㈜한진건설산업                           | 서우주택건설㈜ 경원건설㈜ ㈜한진건설산업                           | 서구 청사서로 41 | 1993년 11월 |      |

## 편의 시설

### 대형 할인점
- 이마트 트레이더스 월평점

### 영화관
- 롯데시네마 둔산[1]